# Umkehrdach
Umkehrdach ist die Bezeichnung für eine Form des als Warmdach (nicht belüftetes Dach) ausgeführten Flachdaches. Der Name rührt daher, dass der Schichtenaufbau, durch den die Wärmedämmung im Nassen liegt, umgekehrt zu klassischen Warmdachkonstruktionen ausgeführt ist. Es wurde in den 1950er Jahren in Kanada entwickelt.

## Aufbau

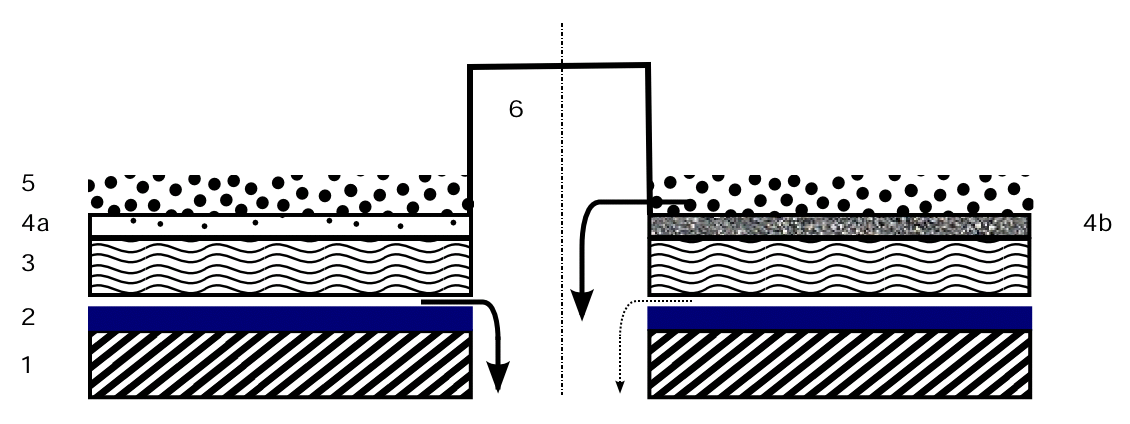
Vergleich der zwei Varianten des Umkehrdachs
Bei der Variante mit wasserableitender Trennlage (rechts) fließt der größte Teil des Regenwassers bereits oberhalb der Dämmschicht ab.
1 – Betondecke
2 – Abdichtung
3 – Wärmedämmung
4 – (a) Vlies, (b) Wasserableitende Trennlage
5 – Kiesschüttung oder Gründachsubstrat
6 – Fallrohr mit Sandfang

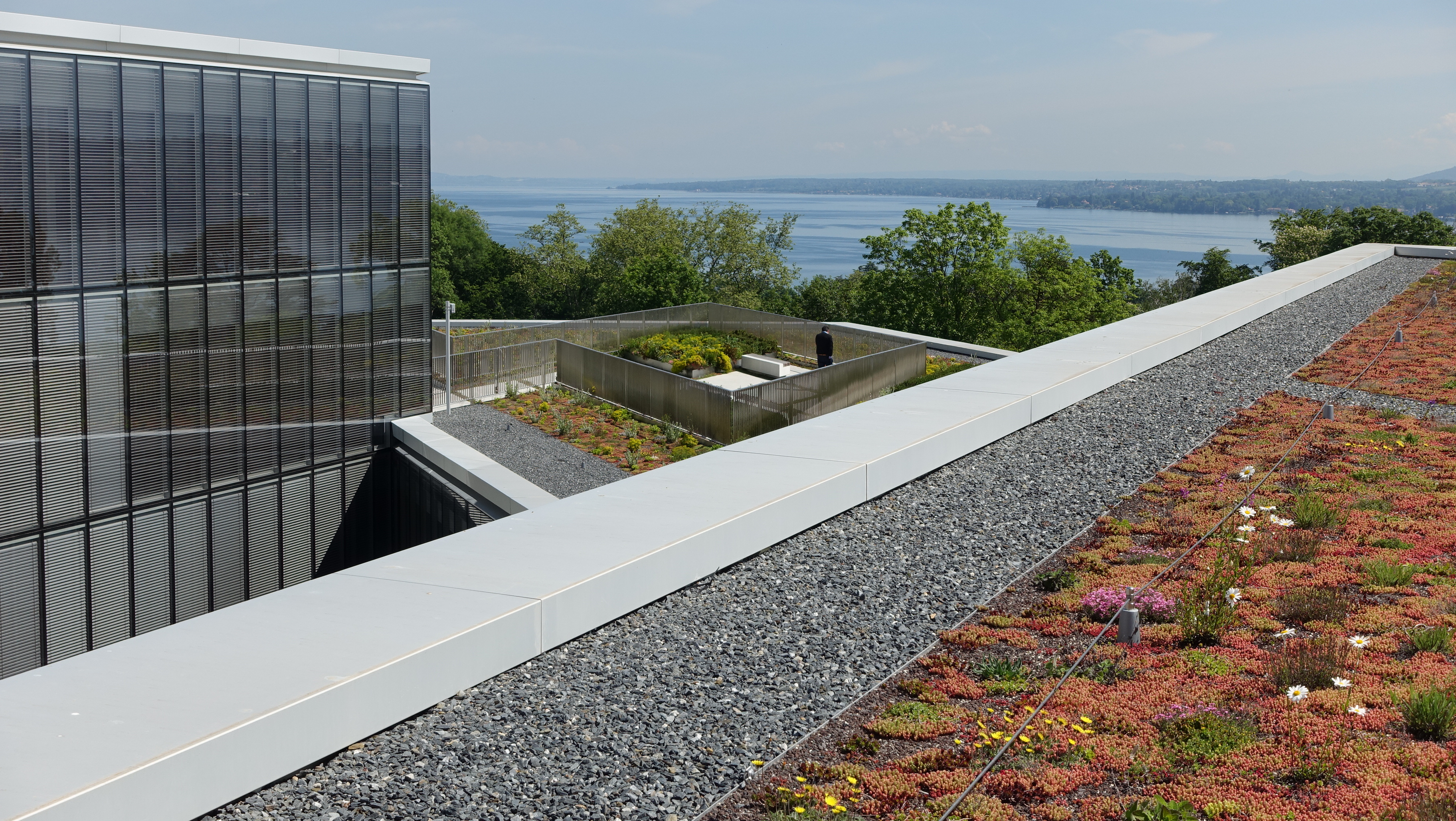
Begrüntes Terrassendach als Umkehrdach (Neubau der UN in Genf, 2022)

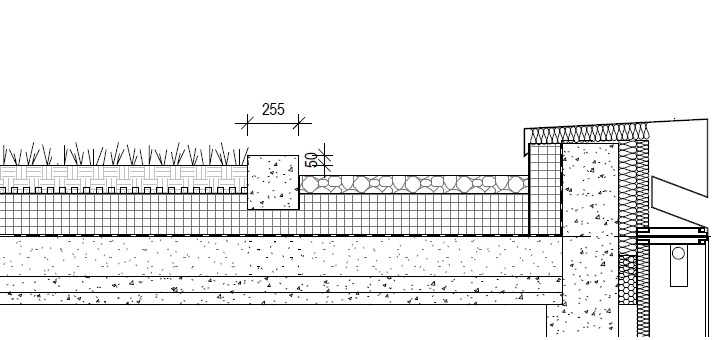
Regeldetail extensiv begrüntes Umkehrdach

Das Umkehrdach ist durch eine umgekehrte Anordnung von Dämm- und Abdichtungsschicht gegenüber dem konventionellen Warmdach gekennzeichnet. Beim Umkehrdach wird die Abdichtungsebene direkt auf die tragende Konstruktion (z. B. Stahlbetondecke) aufgebracht, die Dämmebene liegt auf der Abdichtung. Im Folgenden werden anhand eines schematischen Aufbaues die einzelnen Bauteilschichten erläutert (von außen nach innen):

### Bekiesung
Der Kies erfüllt zwei Funktionen. Zum einen schützt er die Dämmebene vor UV-Strahlung, da Extruderschaum (extrudiertes Polystyrol, XPS) nicht UV-stabil ist. Zum anderen sichert er den üblicherweise lose verlegten Dachaufbau vor Windsog. Es gibt auch Varianten des Umkehrdaches, welche statt mit Kies mit einem Substrat (Gründach) oder einem begehbaren Belag (z. B. Betonplatten) versehen werden. Als Faustregel für die Flächenlast gelten etwa 120 kg/m².

### Schutz-/Filterschicht
Die Schutz-/Filterschicht hatte ursprünglich die Aufgabe, die Dämmebene vor mechanischen Beanspruchungen zu schützen (Aufbringen der Bekiesung) und ein Einschwemmen von Sand und Erdteilen in die Dämmebene zu verhindern. Bei modernen Umkehrdächern wird durch diese Schicht bereits ein großer Teil des anfallenden Niederschlagwassers abgeführt, ohne in die Dämmebene einzusickern (siehe Zeichnung). Es kommen verschiedene Kunststoffvliese (z. B. Polypropylen) zur Anwendung. Wichtig ist, dass die Dachvliese diffusionsoffen sind, damit das Umkehrdach dauerhaft funktioniert. Bei Verwendung von nicht diffusionsoffenen Vliesen kann es über die Jahre zur Anreicherung von Feuchtigkeit im Dämmstoff kommen und damit zur Minderung der Dämmqualität.

### Dämmebene
Aufgrund der wetterexponierten Lage kommen für das Umkehrdach nur hydrophobe Dämmstoffe zur Anwendung. Klassischerweise wird Extruderschaum (extrudiertes Polystyrol, XPS) verwendet. Es sind spezielle Dämmplatten mit Stufenfalz zu verwenden. Eine zweilagige, kreuzweise Verlegung ist nach derzeitigem Stand der Technik nicht zulässig, da sich zwischen den Lagen erfahrungsgemäß ein Wasserfilm bildet, der die Dampfdiffusion behindern und damit zu einer Durchfeuchtung der unteren Dämmschicht führen kann.
Früher wurde die Dämmung von Umkehrdächern nur einlagig verlegt. Seit 2011 dürfen einige Hersteller die Dämmung auch zweilagig ausführen (erlaubt durch das Deutsche Institut für Bautechnik). Hierbei können größere Dämmstoffdicken (bis 400 mm), wichtig für z. B. besondere Ansprüche an den Wärmeschutz, erreicht werden. Dies ist allerdings nur möglich, wenn die Dämmung mit einer Kiesauflast gesichert ist. Eine Dachbegrünung ist in diesem Fall unzureichend.

### Abdichtungsebene
Die Abdichtung wird entweder direkt auf die tragende Dachkonstruktion oder auf Gefällebeton (als Entwässerungsebene) aufgebracht. Es kommen Dachbahnen aus Kunststoff- oder Kautschukbasis genauso wie aufgeflämmte Bitumenabdichtungen zur Anwendung, außerdem Beschichtungen als flüssige Abdichtungsmasse auf Acryl- oder Epoxidharzbasis, mit Glasfaser-Gewebe eingebettet. Alternativ wird das Umkehrdach als WU-Beton-Dach-Konstruktion ausgeführt, hierbei ist die Tragkonstruktion (= Dichtungsebene) nach dem System einer Weißen Wanne ausgeführt. Diese Variante wird seit 50 Jahren gebaut und nimmt stark zu.

### Tragende Dachkonstruktion
Je nach Art der Ausführung kann dies eine Holzschalung, Stahlbetondecke, Estrich, Trapezblechdecke usw. sein. Gemäß Fachregel des Dachdeckerhandwerks kann auch ein gefälleloses Dach ausgeführt werden.
Wegen der umgekehrten Anordnung der Schichten kann die Dämmung (XPS) bei starkem Niederschlag zeitweise mit Wasser umströmt werden. Somit wird auch die Dämmwirkung kurzfristig eingeschränkt. Bei der U-Wert-Berechnung muss ein gewisser Zuschlag (bis zu 0,05 W/m²*K) mitgerechnet werden. Wird aber auf den Polystyrolplatten ein wasserableitendes Dachvlies angebracht, so kann dieser Zuschlag entfallen.

## Vorteile
Die Abdichtungsbahn liegt in einer über das Jahr mehr oder weniger gleichbleibenden Temperaturzone. Die thermische Beanspruchung der Dachbahn über den Jahreszyklus ist wesentlich geringer als bei konventionellen Flachdächern, entsprechend höher ist die Lebensdauer. Die Materialermüdung durch temperaturbedingtes Dehnen und Zusammenziehen ist daher geringer. Dieser Aufbau benötigt keine Dampfsperre. Nach dem Aufbringen der Dachabdichtung sind die weiteren Arbeiten nicht mehr von der Witterung abhängig, da die Dämmung witterungsbeständig ist. Dadurch ist eine flexiblere Terminplanung gegeben. Aufgrund des einfachen Aufbaues ist das Risiko von Bauschäden infolge von Ausführungsfehlern deutlich reduziert. Außerdem bietet die lose Verlegung den Vorteil einer guten Zugänglichkeit aller Bauteilschichten für Wartung und Reparatur. Das aufwändige Öffnen und Wiederabdichten des Warmdaches entfällt, alle ausgebauten Baustoffe können wieder verwendet werden.
Durch eine vollflächige Verbindung der Abdichtung mit dem Untergrund wird eine Hinterläufigkeit der Abdichtung verhindert. Somit können Fehlstellen einfach lokalisiert und repariert werden, was bei einer Warmdachkonstruktion oft nicht möglich ist. Insbesondere bei begrünten Dachflächen bieten sich Umkehrdächer an, da die Wurzeln der Pflanzen nicht direkt die bituminöse Abdichtung angreifen können. Neben der ohnehin erforderlichen Wurzelschutzbahn stellt auch noch die Dämmung einen Schutz der Dachabdichtung dar.

## Nachteile
Bei Regen fließt (kaltes) Wasser unter die Wärmedämmung und führt damit zu Wärmeverlust. Nach DIN 4108-2 ergibt sich ein U-Wert-Zuschlag von 0,05 W/(m²·K) und ein Flächengewicht der Unterkonstruktion von mindestens 250 kg/m² als thermisch träge Masse zur Verhinderung von Tauwasserbildung wegen Taupunktunterschreitung an der Dichtfläche. Diese Nachteile sind deutlich gemindert bei der modernen Form des Umkehrdachs mit wasserableitender Trennlage oberhalb der Dämmschicht.
Gegebenenfalls ist eine Widerstandsfähigkeit gegen Flugfeuer und strahlende Wärme besonders herzustellen.
Es kann zu einer hohen Tauwasserdurchfeuchtung infolge dampfdichter Schichten über der Dämmung kommen. Daher dürfen auf die Dachdämmung keine die Rücktrocknung verhindernden Aufbauten aufgestellt oder Schichten aufgelegt werden.